# Berzeliïta
La berzeliïta és un mineral de la classe dels fosfats que pertany i dona nom al grup de la berzeliïta, inclòs dins el grup estructural del granat. Va ser anomenada l'any 1840 per part d'O. Kuhn en honor de Jöns Jakob Berzelius, químic suec (1779-1848), descobridor del ceri, seleni i tori; Berzelius és ben conegut, també per ser el principal responsable dels símbols químics actuals.

## Característiques
La berzeliïta és un arsenat de fórmula química (NaCa₂)Mg₂(AsO₄)₃. Cristal·litza en el sistema isomètric en forma de trapezoedres molt rars {211}, amb petites modificacions de cares {001}, {011}, {012}, de fins a 4 mm; però més comunament com a grans arrodonits o massius. La seva duresa a l'escala de Mohs és d'entre 4,5 i 5. És l'anàleg mineral amb magnesi de la manganberzeliïta, amb la qual forma una sèrie de solució sòlida. Està relacionada estructuralment amb la palenzonaïta.
Segons la classificació de Nickel-Strunz, la berzeliïta pertany a «08.AC: Fosfats, etc. sense anions addicionals, sense H₂O, amb cations de mida mitjana i gran» juntament amb els següents minerals: howardevansita, al·luaudita, arseniopleïta, caryinita, ferroal·luaudita, hagendorfita, johil·lerita, maghagendorfita, nickenichita, varulita, ferrohagendorfita, bradaczekita, yazganita, groatita, bobfergusonita, ferrowyl·lieïta, qingheiïta, rosemaryita, wyl·lieïta, ferrorosemaryita, qingheiïta-(Fe2+), manitobaïta, marićita, manganberzeliïta, palenzonaïta, schäferita, brianita, vitusita-(Ce), olgita, barioolgita, whitlockita, estronciowhitlockita, merrillita, tuïta, ferromerrillita, bobdownsita, chladniïta, fil·lowita, johnsomervilleïta, galileiïta, stornesita-(Y), xenofil·lita, harrisonita, kosnarita, panethita, stanfieldita, ronneburgita, tillmannsita i filatovita.

## Formació i jaciments
La berzeliïta es forma en els minerals metamorfosats que contenen Fe-Mn. Va ser descoberta a Långban, a Filipstad (Värmland, Suècia). També ha estat descrita a Itàlia, el Kazakhstan, altres indrets de Suècia, Suïssa i Veneçuela.
Sol trobar-se associada a altres minerals com: hausmannita, rhodonita, tefroita, hedifana, cariïnita, biotita mangànica, långbanita, braunita, hematita, dolomita, barita i calcita.